# Ivanna Isroilova
Ivanna Isroilova (russisch Иванна Исраилова; engl. Transkription Ivanna Israilova; * 4. Februar 1986 in Taschkent) ist eine ehemalige usbekisch-russische Tennisspielerin.

## Karriere
Isroilova begann mit neun Jahren mit dem Tennisspielen und bevorzugt Rasenplätze. Sie spielte vor allem Turnier der ITF Women’s Circuit, wo sie zwei Titel im Doppel gewinnen konnte.
2001 gewann sie im Dezember zusammen mit Anna-Lena Grönefeld den Titel im Doppel der U18 beim Burger King Ornage Bowl im Crandon Park, Key Biscayne, Florida. Die beiden besiegten Jelena Janković und Matea Mezak mit 6:4 und 6:1.
Für ihr Heimturnier, den Taschkent Open, einem Turnier der WTA Tour erhielt sie 2001, 2002, 2003, 2004 und 2005 diverse Wildcards, die ihr aber nur im Damendoppel 2002 an der Seite von Oqgul Omonmurodova einen Sieg und damit das Viertelfinale einbrachte.
2006 rutschte sie dann als Nachrückerin in die Qualifikation zum Hauptfeld im Dameneinzel der China Open, verlor aber in der ersten Runde gegen María José Martínez Sánchez mit 4:6 und 1:6.
Sie spielte 2002 bis 2005 für die usbekische Fed-Cup-Mannschaft. Ihre Bilanz in 15 Begegnungen ist 12:14, wobei sie von 15 Einzeln zehn und von 11 Doppel zwei gewinnen konnte. Dabei hält sie zusammen mit Vlada Ekshibarova den Rekord für den punktreichsten Tiebreak in einem Doppel des Wettbewerbs, der 2004 in der Begegnung gegen Indiens Manisha Malhotra und Sania Mirza aufgestellt wurde, die 7:621:19 und 6:1 endete.

## Turniersiege

### Doppel
| Nr. | Datum            | Turnier     | Kategorie   | Belag     | Partnerin          | Finalgegnerinnen                            | Ergebnis      |
| --- | ---------------- | ----------- | ----------- | --------- | ------------------ | ------------------------------------------- | ------------- |
| 1.  | 15. Februar 2003 | Chennai     | ITF $10.000 | Hartplatz | Oqgul Omonmurodova | Rushmi Chakravarthi Sai-Jayalakshmy Jayaram | 6:4, 6:1      |
| 2.  | 6. August 2005   | Bad Saulgau | ITF $10.000 | Sand      | Jelena Tschalowa   | Sandra Martinović Darija Jurak              | 6:4, 4:6, 6:4 |